# Jacopo Marin
Jacopo Marin (ur. 24 marca 1984) – włoski sprinter, złoty medalista Halowych Mistrzostw Europy w Lekkoatletyce w Turynie w 2009 w sztafecie 4x 400 metrów.

## Rekordy życiowe
- Bieg na 300 m - 34.10 (2002)
- Bieg na 400 m - 47.23 (2002)
- Bieg na 400 m (hala) - 47.30 (2009)